# Lobečská skála
Lobečská skála je pískovcová skála, která se nachází severně od Kralup nad Vltavou, na levém břehu řeky Vltavy. Jedná se o součást karbonského masivu v oblasti kladensko-rakovnické a mšensko-roudnické pánve. a je stejného geologického složení, jako blízký Hostibejk.
Eroze zde postupem času vytvořila v pískovcových blocích a skalách rozsáhlé neobvyklé útvary, ne nepodobné skalním městům. Severněji jsou ve skále jsou vyraženy od roku 1850 tři železniční tunely (tzv. Nelahozeveský I, II a III) na trati 090 (nyní součást prvního tranzitního koridoru), souběžně podél řeky vede červeně značená Dvořákova stezka, která je součástí evropské dálkové turistické trasy E10.
Nedaleký skalní masiv Hostibejk, který se nachází blíže ke Kralupům, je vyhlášen jako přírodní památka.